# Široký kámen
Široký kámen (německy Langer Stein) je stolová hora o výšce 430 metrů a přírodní památka na území Ralské pahorkatiny ve východní části okresu Česká Lípa. Skalní masiv je vypreparovaný ze svrchnoturonského kvádrového pískovce a je pozoruhodný svým zarovnaným vrcholem, obdobným známé Stolové hoře v Jižní Africe.

## Popis lokality
Na katastrálním území obce Hamr na Jezeře je mnoho různě zvrásněných pískovcových vrcholů. Skalisko Široký kámen (430,2 m n. m.) se zde vyjímá jako mohutná, nahoře plochá skála, ze třech stran se strmými stěnami, jen málo rozrušená obvyklou erozí. Je dobře viditelná z okružné modře značené turistické cesty z Hamru na Jezeře, není k ní však žádná vyznačená odbočka. Od Hamru je vzdálená 3,5 km. Skála je zčásti nahoře na některých okrajích zarostlá borovým lesem s ojedinělými břízemi, úpatí je zarostlé zcela.
V geomorfologickém členění je lokalita v Zákupské pahorkatině, jejím okrsku Kotelská vrchovina.

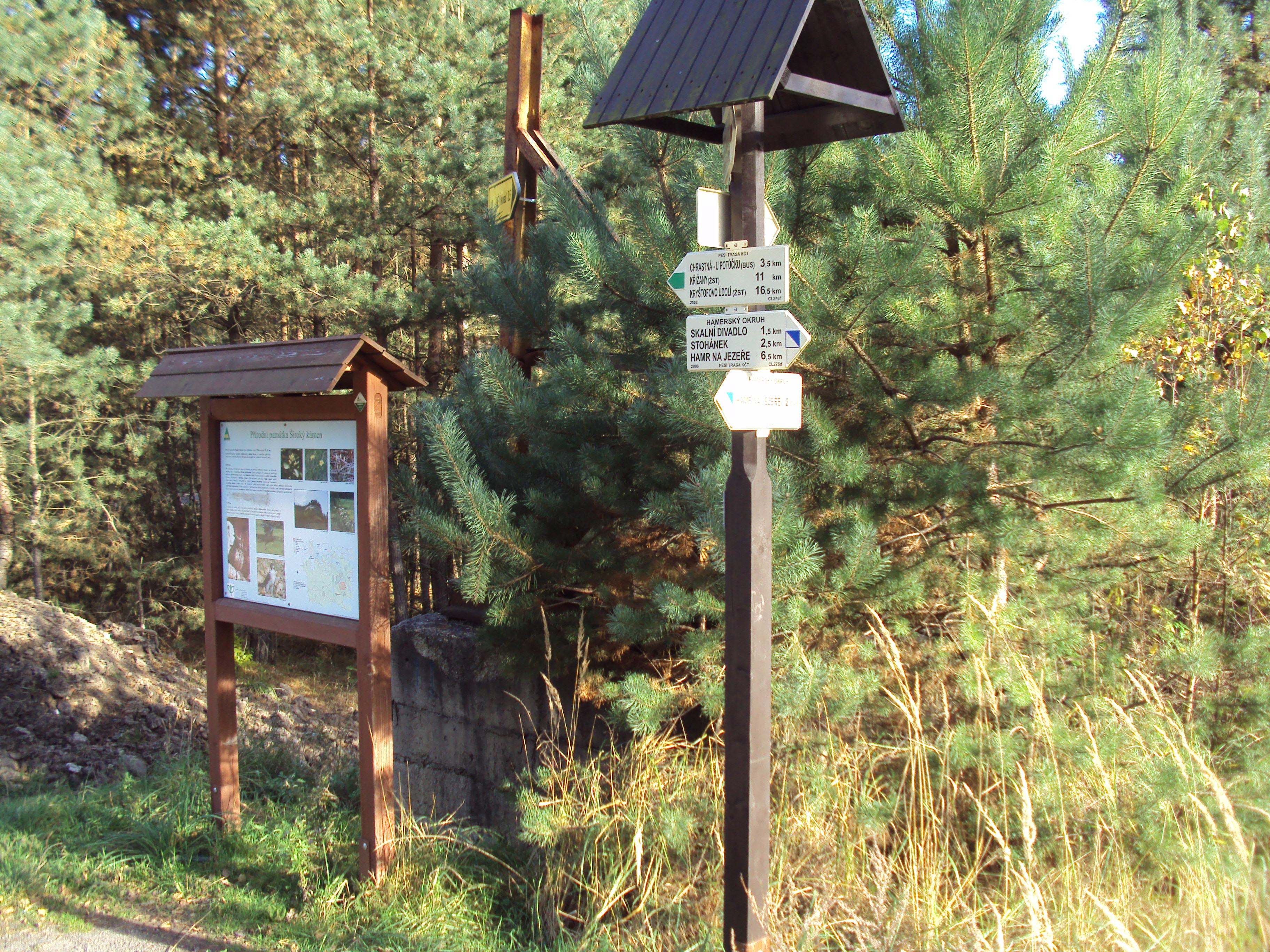
Vstup k chráněnému území

## Předmět ochrany
Přírodní památka byla vyhlášena v souladu s zákonem 114 / 1992 sb. O ochraně přírody a krajiny na rozloze 29,81 ha 20. ledna 1996. Podkladové materiály zpracoval Okresní úřad Česká Lípa. Týká se skalního masivu ve výšce 350 – 440 m n. m. s reliktními bory, ale i vzácné květeny, např. zde byla zjištěna kostřava sivá (Festuca pallens), ostřice vřesovištní (Carex ericetorum), smldník jelení (Peucedanum cervaria), hadí mord nízký (Scorzonera humilis). V lokalitě hnízdí sokol stěhovavý (Falco peregrinus) a výr velký (Bubo bubo). Byl zaznamenán výskyt krkavce velkého (Corvus corax), zmije obecné (Vipera berus), ještěrky obecné (Lacerta agilis Linnaeus), slepýše křehkého (Anguis fragilis).
Památku zařazenou mezi Maloplošná zvláště chráněná území bývalého vojenského výcvikového prostoru Ralsko (MZCHÚ Ralsko) spravuje Ministerstvo životního prostředí prostřednictvím Agentury pro ochranu přírody a krajiny ČR (AOKP ČR).